# Roswell B. Mason
Pour les articles homonymes, voir Mason.
Roswell B. Mason (né le 19 septembre 1805 à New Hartford dans l'État de New York - mort le 1er janvier 1892 à Chicago dans l'Illinois) est un homme politique américain, membre du parti des citoyens (Citizens Party). Il fut maire de Chicago de 1869 à 1871.

## Biographie
Roswell B. Mason est né en 1805 à New Hartford dans l'État de New York de Arnold Mason et Mercy Coman. Sa mère était une descendante directe du théologien Roger Williams, le fondateur de l'État du Rhode Island. Son père Arnold, né à Swansea (Massachusetts), était un ingénieur qui a joué un rôle déterminant dans la construction du canal Érié, du canal Morris et du High Bridge, le plus ancien pont de New York.
Roswell B. Mason et sa famille déménagent à Chicago en 1865. Il devient l'un des nombreux ingénieurs à travailler à l'inversement du débit de la rivière Chicago afin d'améliorer les conditions de santé des habitants de Chicago et la propreté du lac Michigan.
En 1831, Mason se marie à Harriet Lavinia Hopkins. Ensemble, ils ont huit enfants.

## Carrière politique
Roswell B. Mason occupe un poste élevé au sein la compagnie de chemin de fer de l'Illinois Central Railroad jusqu'à ce qu'il décide de se présenter au poste de maire de Chicago sur un billet de réforme.
Le 6 décembre 1869, il succède à John Blake Rice au poste de maire de Chicago. Au cours de son administration, le Grand incendie de Chicago se produit. Il s'agit de l'une des plus importantes catastrophes que la ville ait connue. 300 personnes perdent la vie dans la tragédie, 17 500 bâtiments sont détruits et environ 100 000 personnes se retrouvent sans abri.
Mason a répondu favorablement à l'aide proposée par le président Ulysses S. Grant d'envoyer à Chicago les troupes fédérales, sous le commandement du général Philip Sheridan, afin de prêter main-forte au Chicago Police Department, le service de police de la ville de Chicago. Mason a placé la ville sous la loi martiale afin de garantir la paix civile et la protection des citoyens. Aidé de propriétaires d'entreprises, d'hommes d’affaires influents de Chicago et de spéculateurs fonciers, Mason a rapidement mis en place la reconstruction de la ville.
À ce jour, il est le seul maire dans l'histoire de Chicago à avoir été membre du parti des citoyens (Citizens Party).
Il meurt en 1892 à Chicago et est enterré au cimetière de Rosehill.

## Sources
- Andreas, A.T. History of Chicago: From the Earliest Period to the Present Time. A.T. Andreas, 1884–86.
- Grossman, James R., Ann Durkin Keating and Janice L. Reiff, editors. Encyclopedia of Chicago. University of Chicago Press, 2004.
- Visitors Guide to Historic Rosehill. Rosehill Cemetery & Mausoleum, 1987.